# SS Normandie
SS Normandie – francuski liniowiec pasażerski zbudowany w okresie I 1931 – IV 1935, w stoczni Ateliers et Chantiers de Saint-Nazaire Penhoët w Saint-Nazaire we Francji do obsługi północnoatlantyckiej linii Hawr – Nowy Jork (koszty budowy 54 miliony USD). Dziewiczą podróż  do Nowego Jorku odbył w maju 1935 roku. Uważany za szczytowe osiągnięcie architektury okrętowej i jeden z najpiękniejszych statków pasażerskich (tzw. linia konstrukcyjna Meyera). Był jednym z największych statków swoich czasów oraz zdobywcą Błękitnej Wstęgi Atlantyku w roku 1935. W czasie II wojny światowej został przemianowany na  USS „Lafayette”, ale spłonął i zatonął w 1942 roku przy nabrzeżu nr 88 w porcie nowojorskim.

## Budowa
Konstruktorem kadłuba statku o pojemności 82 789 BRT był Amerykanin rosyjskiego pochodzenia Vladimir Yourkevitch. Kadłub ten odznaczał się mocno wklęsłymi wodnicami w części dziobowej ze zgrubieniem dolnej części dziobnicy, czyli gruszką. Pokład manewrowy dziobu z mechanizmami kotwicznymi i cumowniczymi nakryty był wypukłym pokładem ochronnym, który przechodził ku rufie w wielki łamacz fal; dopiero za nim znajdował się przedni pokład z dwoma półmasztami ładunkowymi.
Stocznia Ateliers et Chantiers de Saint-Nazaire Penhoët w Saint-Nazaire musiała się przygotować do budowy tak wielkiego statku. Zbudowano więc nową, 310-metrową pochylnię oraz największy na świecie suchy dok Forme Écluse Joubert (350 na 50 m). Został uruchomiony w 1934 roku specjalnie na potrzeby wielkiego liniowca (dlatego nazywano go również „Dokiem Normandie”).
Stępkę położono w styczniu 1931, a wodowanie nastąpiło w październiku 1932 roku. Nowością był napęd, w którym zastosowano przekładnię elektryczną. Kotły podawały parę do czterech turbin o mocy 40 000 KM każda, te zaś napędzały prądnice prądu przemiennego, trójfazowego, o napięciu ok. 6000 woltów. Cztery silniki elektryczne o mocy 29 MW każdy obracały śruby statku. Turbiny, po osiągnięciu pełnej mocy, dawały 2400 obrotów na minutę, zaś synchroniczne silniki obracały się w stosunku 1:10, robiąc maksymalnie 240 obr./min. Prędkość obrotowa śrub napędowych była regulowana przez zmianę częstotliwości prądu zasilającego silniki. Manewry siłownią były zautomatyzowane i kierowane z dwóch pulpitów, każdego dla pary śrub. Ten rodzaj napędu eliminował wibracje i hałas, ale był bardzo kosztowny. Na samo uzwojenie silników zużyto 193 tony miedzi. Do dziś (r. 2018) nie skonstruowano statku pasażerskiego z silniejszym napędem elektrycznym.
Architekt Albert Sebille zaprojektował kształt trzech kominów i rufy, którą odtąd nazywano „rufą Normandie”. Nadbudowy były niezbyt wysokie, ale długie, półkoliste z przodu, związane z kadłubem w jednolitą bryłę. Ku rufie nadbudowa opadała pięcioma tarasami, również półkoliście zakończonymi. Oba maszty statku ustawione były na nadbudowie, a nie – jak dotychczas – przed i za nią. Kadłub pomalowano na czarno podkreślając wznos pokładów ku dziobowi, choć w rzeczywistości biegły one prawie poziomo. Trzeci komin transatlantyku nie służył do odprowadzania spalin, umieszczono go ze względów prestiżowych, a mieściły się w nim kabiny dla zwierząt przewożonych przez pasażerów.

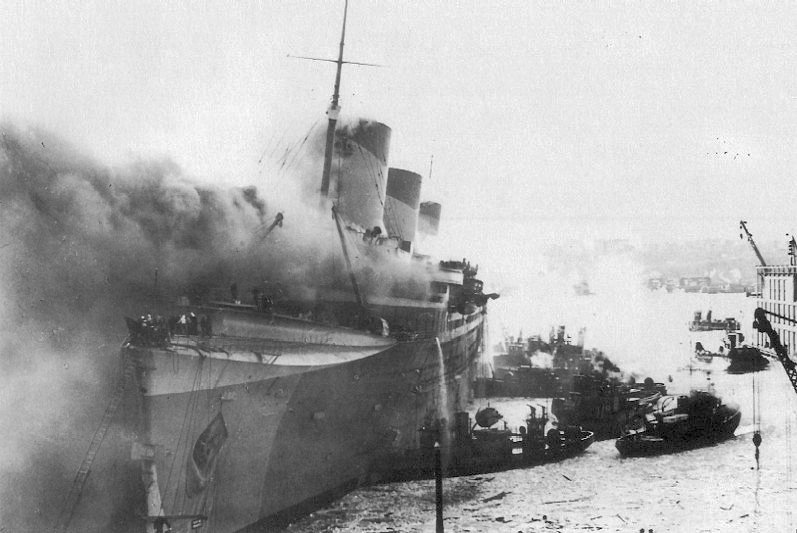
Pożar w Nowym Jorku

Załogę stanowiło 120 osób pokładowej, 188 maszynowej, 974 hotelowej, kuchennej, służby zdrowia i innych. Na jej czele stało dwóch kapitanów (tylko jeden był dowódcą) i 64 oficerów. Kabiny pasażerskie dzieliły się na pięć klas: „de grande luxe”, „de luxe”, I, II („turystyczną”) i III. W trzech najwyższych klasach były 473 kabiny, 219 w turystycznej i tylko 102 w trzeciej. Prawie wszystkie kabiny miały łazienki. Instalacja wodna statku umożliwiała maksymalne zużycie godzinowe 42 ton wody gorącej, 100 ton wody zimnej i 300 ton wody sanitarnej. Do instalacji było podłączonych 320 wanien, 555 natrysków, 1900 umywalek i 842 węzły sanitarne (w tym zestawieniu nie uwzględniono pralni i kuchni pokładowej).
Wielka sala jadalna I klasy miała 86 m długości, 14 m szerokości i 9,5 m wysokości. Jej oświetlenie zapewniało 12 lamp w kształcie szklanych piramid. Ich światło odbijało się w ścianach wyłożonych szkłem kryształowym rżniętym i szlifowanym w różne wzory, co dawało efekt feerie lumineuse. Strop sali wyłożony był pozłocistymi kasetonami, również podświetlonymi, a jej wystrój uzupełniały liczne rzeźby i płaskorzeźby z brązu.
Zgodnie z tradycją kuchni francuskiej również na pokładzie liniowego statku flagowego floty francuskiej położono olbrzymi nacisk na jakość usług kulinarnych. Załoga kuchenna składała się z szefa kuchni i jego trzech zastępców, 72 kucharzy-specjalistów, 76 pomocników kucharzy, 12 piekarzy, 12 cukierników, 3 lodziarzy oraz 8 wędliniarzy i rzeźników. Elektryczna kuchnia centralna statku wraz z przyległościami zajmowała powierzchnię rzędu 2000 m² i była w stanie wydawać 4100 głównych posiłków, przyrządzanych przy 32 piecach i 56 stanowiskach do gotowania. Kuchnia statku zużywała do 660 kWh energii elektrycznej[w ciągu jakiego okresu?]. Załogę statku obsługiwała oddzielna kuchnia, przewidziana na 1300 osób.
Statek miał też szpital na 50 łóżek z salą operacyjną, pomieszczeniami zabiegowymi, laboratorium i apteką, a nawet chłodzoną kostnicą. Znajdowały się na nim również kino-teatr na 380 miejsc, drukarnia wydająca dziennik statkowy, jadłospisy i programy przedstawień, salony fryzjerskie i kosmetyczne, szereg sklepów z pamiątkami, słodyczami, galanterią, kwiaciarnia i księgarnia. W czołowej części nadbudowy mieściła się palmiarnia (tzw. ogród zimowy). Na statku były dwa baseny: jeden – klasy I – w głębi kadłuba (na pokładzie D) i drugi – klasy turystycznej – w rufowej części pokładu głównego.
W pierwszym roku eksploatacji "Normandie" wypracowała ponad 700 tysięcy dolarów zysku, a w następnym w 19 podróżach przewiozła 27 tysięcy pasażerów i osiągnęła zysk ponad 1 200 000 dolarów.

## Przebudowa w 1936 roku
Zimą 1935/36 roku „Normandie” wprowadzono do doku i rozpoczęto remont. Przede wszystkim wymieniono śruby – trzyłopatowe zastąpiono czterołopatowymi. Dzięki temu udało się wreszcie usunąć wibracje, które przy dużej szybkości występowały w rufowej części statku w czasie wszystkich dotychczasowych rejsów i były bardzo uciążliwe zwłaszcza dla pasażerów III klasy. Poprawiono aparaturę nagłaśniającą i akustykę pokładowego teatru. Zwiększono liczbę stolików w jadalni I klasy. W tym celu zrezygnowano z części wielkich szklanych ozdób, które stały w tej sali. Usunięto wielkie litery z imieniem statku, które stały między drugim i trzecim kominem. Dzięki temu można było zwiększyć ogrodzenie wokół kortu tenisowego. Spore zmiany zaszły w klasie turystycznej. Miały one związek ze zwiększeniem pojemności statku.
Kiedy „Normandie” wchodziła do służby, ze swoją pojemnością 79 280 BRT była największym statkiem świata. Jednak pod koniec 1935 roku było już wiadomo, że nowy statek Cunarda – Queen Mary, który miał wyjść w morze w następnym roku, będzie miał pojemność co najmniej 80 000 BRT. To zepchnęłoby „Normandie” na miejsce drugie. Dla francuskiego armatora było to nie do zaakceptowania. Zdecydowano o budowie w rufowej części pokładu łodziowego nowej nadbudówki mieszczącej salon klasy turystycznej (w miejscu starego salonu na pokładzie głównym stworzono nowe dwuosobowe kabiny). Podwyższono też o jeden pokład klatkę schodową klasy turystycznej. Można nią teraz było dojść do nowego salonu. Dzięki tym zmianom pojemność statku wynosiła teraz 82 799 BRT i „Normandie” nadal pozostała największym statkiem na świecie. Nie na długo. W 1940 roku Cunard wprowadził do służby Queen Elizabeth o pojemności 83 673 BRT – największy w historii statek pasażerski.

## Błękitna Wstęga Atlantyku
W latach trzydziestych XX wieku w walce o Błękitną Wstęgę uczestniczyły brytyjskie, niemieckie, włoskie i francuskie linie żeglugowe. „Normandie” sięgała po nią pięciokrotnie:
- Maj 1935 – podczas dziewiczej podróży do Nowego Jorku przy prędkości 29,98 węzła
- Czerwiec 1935 – podczas podróży do Hawru przy prędkości 30,31 węzła
- Marzec 1937 – podczas podróży do Hawru przy prędkości 30,99 węzła
- Lipiec 1937 – podczas podróży do Nowego Jorku przy prędkości 30,58 węzła
- Sierpień 1937 – podczas podróży do Hawru przy prędkości 31,20 węzła,

by ostatecznie przegrać w roku 1938 z „Queen Mary” Cunarda. Brytyjczycy dzierżyli puchar do roku 1952, kiedy to ostatecznie oddali go Amerykanom (statek „United States”).

## Pożar i zagłada statku

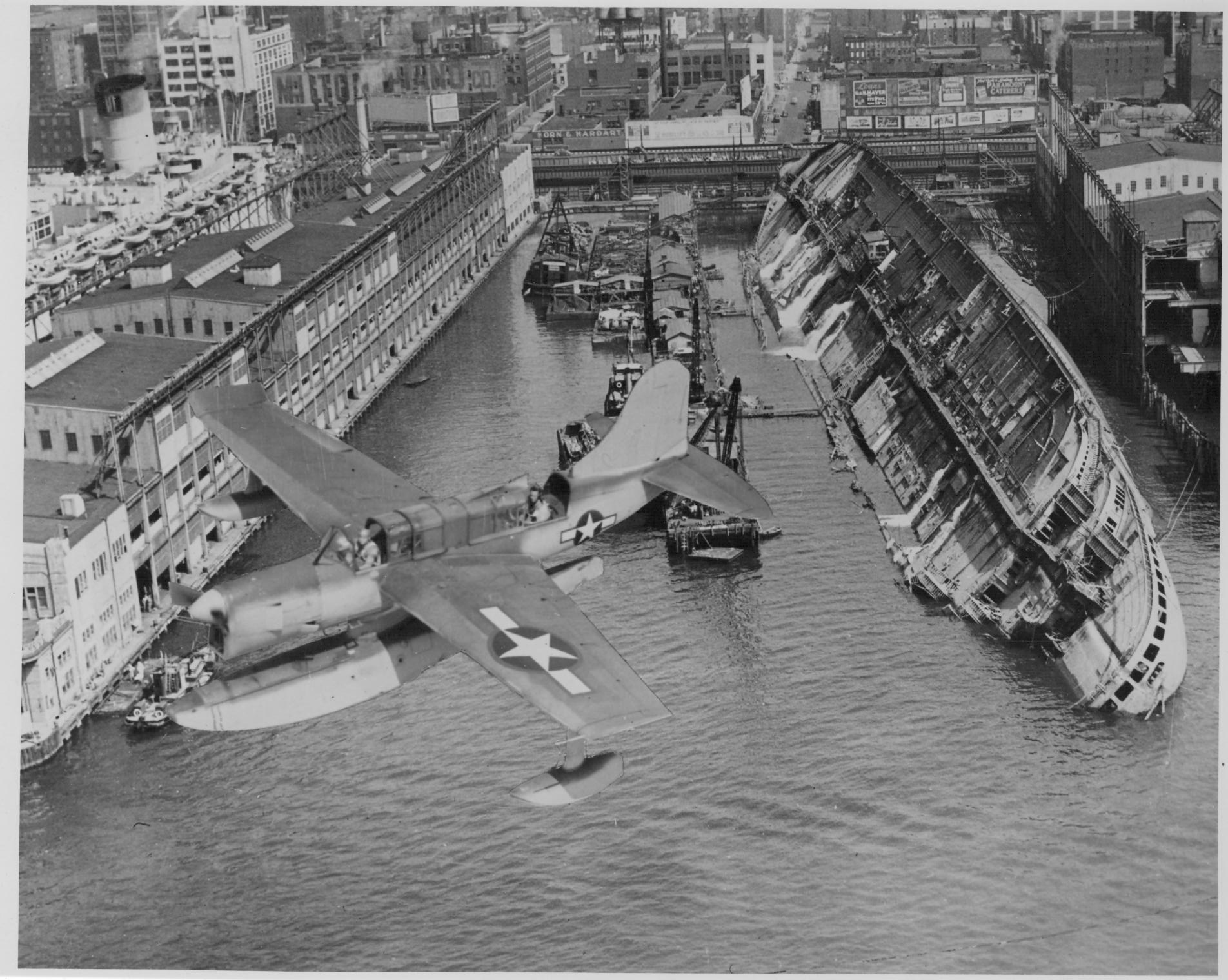
„Lafayette” w trakcie podnoszenia z dna, już pozbawiony nadbudowy

Żywot „Normandie” był krótki. We wrześniu 1939 roku, na wieść o wybuchu wojny, Amerykanie zatrzymali statek w porcie nowojorskim. Po upadku Francji rząd Stanów Zjednoczonych internował załogę, zaś 12 grudnia 1941 roku zarekwirował transatlantyk i przekazał go US Navy celem przekształcenia w transportowiec dla wojska. Nazwę zmieniono na USS „Lafayette”, upamiętniając bohatera obu narodów.
Po południu 9 lutego 1942 roku podczas przebudowy na transportowiec wojenny w porcie nowojorskim na statku wybuchł wielki pożar. Z powodu nieumiejętnie prowadzonej akcji gaśniczej, do kadłuba transatlantyku dostały się duże ilości wody, które na skutek działania efektu powierzchni swobodnej spowodowały utratę stateczności i przewrócenie się statku na burtę.
Oficjalnie za możliwe przyczyny pożaru uznano zaniedbania i partactwo podczas przebudowy. Dopatrywano się też ataku dywersantów niemieckich, bądź sabotażu agentów francuskiego rządu Vichy. Amerykański dziennikarz i pisarz Carl Sifakis uważa nawet, że podpalenie liniowca było dziełem amerykańskiej mafii, która miała w ten sposób obrazowo wykazać, że niepodzielnie panuje nad dzielnicami portowymi Nowego Jorku. Skłoniło to jakoby władze do podjęcia negocjacji z przebywającym w więzieniu bossem Luckym Luciano. Na skutek podjętej współpracy z wojskowymi, mafia zaczęła wspierać wysiłek wojenny w portowych dzielnicach Nowego Jorku, a Lucky Luciano został po wojnie ułaskawiony za „patriotyczną postawę”.
Po ścięciu nadbudówek i masztów, 4 sierpnia 1943 przystąpiono do podnoszenia statku, który odzyskał pływalność 15 września. Koszt operacji podniesienia wyniósł 4,75 miliona dolarów. Statek został przeholowany do stoczni Marynarki na Brooklynie, gdzie stwierdzono, że z uwagi na zły stan kadłuba, naprawa lub konwersja na inną jednostkę jest nieopłacalna. Po wojnie armator odmówił przyjęcia statku i za to w ramach rekompensaty otrzymał dawny niemiecki transatlantyk „Europa”, który wszedł do eksploatacji jako „Liberté”, a nadto 13 milionów dolarów odszkodowania. Po próbach ratowania statku, ku czemu skłaniało się wielu Amerykanów, 11 października 1945 „Lafayette” został skreślony z listy floty i 3 października 1946 roku sprzedany przez US Navy za 161 680 dolarów na złom. Do października 1947 roku został pocięty na złom w Newark.